# Ищите женщину (фильм, 1999)
«Ищи́те же́нщину» (англ. Woman Wanted) — художественный фильм режиссёра Кифера Сазерленда (в титрах обозначен как Алан Смити).

## Сюжет
В доме Годдардов нет женщины, управляющей хозяйством; после смерти жены Годдарда-старшего возникают непримиримые противоречия между отцом и сыном. Чтобы их сгладить, отец помещает в газете объявление о поиске домработницы. По объявлению у них в доме появляется женщина — Эмма, которая имеет чувственный характер женщины-загадки.
Она очень красива, отец и сын влюбляются в неё, что вновь приводит к противоречиям, но ещё более обострённым. Начинается соперничество, в процессе которого у героев высвобождаются различные тайные эмоции.

## В ролях
| Актёр           | Роль            |
| --------------- | --------------- |
| Холли Хантер    | Эмма Райли      |
| Кифер Сазерленд | Уэнделл Годдард |
| Майкл Мориарти  | Ричард Годдард  |
| Кэрри Престон   | Моника          |
| Аллегра Фултон  | Грейси          |
| Ширли Дуглас    | Пег             |
| Шон Маккэнн     | Кевин           |
| Джеки Ричардсон | Лидия           |
| Ричард Иден     | Майкл           |